# Kraśnik wykowiec
Kraśnik wykowiec (Zygaena viciae) – gatunek motyla z rodziny kraśnikowatych i podrodziny Zygaeninae. Zamieszkuje Europę i palearktyczną Azję. Owady dorosłe latają w dzień.

## Taksonomia
Gatunek ten opisany został po raz pierwszy w 1775 roku przez Johanna N.C.M. Denisa i Ignaza Schiffermüllera pod nazwą Sphinx viciae. Współcześnie klasyfikowany jest w rodzaju Zygaena i podrodzaju Agrumenia. W jego obrębie tworzy grupę gatunków viciae wraz z Zygaena niphona. W obrębie gatunku wyróżnia się liczne podgatunki o niepewnym statusie:

- Zygaena viciae argyllensis Tremewan, 1967
- Zygaena viciae bosniensis Reiss, 1922
- Zygaena viciae charon Hübner, 1796
- Zygaena viciae dacica Burgeff, 1914
- Zygaena viciae dahurica Boisduval, 1834
- Zygaena viciae ehnbergii Reuter, 1893
- Zygaena viciae fernandezi Gómez Bustillo & Fernandez-Rubio, 1976
- Zygaena viciae hulda Reiss & Reiss, 1972
- Zygaena viciae italica Caradja, 1895
- Zygaena viciae nigrescens Reiss, 1921
- Zygaena viciae nobilis Navas, 1924
- Zygaena viciae rhaetica Burgeff, 1926
- Zygaena viciae sicula Calberla, 1895
- Zygaena viciae silbernageli Reiss, 1943
- Zygaena viciae silenus Burgeff, 1926
- Zygaena viciae stentzii Freyer, 1839
- Zygaena viciae subglocknerica Reiss, 1943
- Zygaena viciae viciae Denis & Schiffermüller, 1775
- Zygaena viciae ytenensis Briggs, 1888

## Morfologia

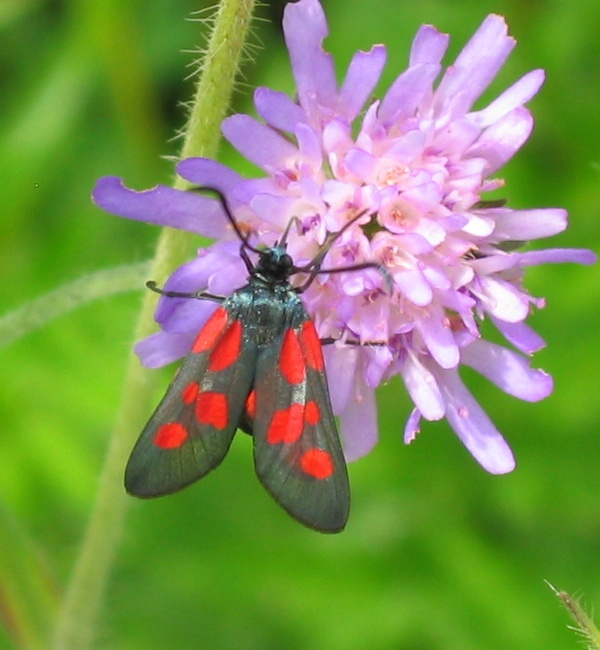
Imago na kwiecie

Motyl ten osiąga od 22 do 32 mm rozpiętości skrzydeł. Ciało ma krępo zbudowane. Głowa zaopatrzona jest w maczugowate, drobno piłkowane czułki. Szeroki tułów jest czarny, włącznie z patagiami i tegulami. Skrzydło przednie osiąga od 11 do 15 mm długości i jest trochę prześwitujące. Tło ma czarne ze słabym połyskiem metalicznym o odcieniu zielonym lub błękitnym. Na wierzchu skrzydła przedniego zwykle występuje wzór z pięciu  plam o barwie czerwonej z odcieniem różowym. Plamy te mogą jednak mieć barwę od żółtej po kawowobrązową. Mogą być zredukowane lub całkiem zanikłe. Często niektóre z plam, a czasem nawet wszystkie z nich zlewają się wzdłużnie. Na spodniej stronie przedniego skrzydła plamy łączą się zawsze w słabo widoczną, czerwoną pręgę. Skrzydła tylnej pary mają tło takiej samej barwy jak plamy na skrzydłach pary pierwszej i są szeroko, czarno obwiedzione.
Odwłok jest cały czarny z metalicznym połyskiem, zaopatrzony w czerwoną obrączkę z czarnym przyprószeniem lub jej pozbawiony. Genitalia samca mają walwy eliptycznie zaokrąglone, zaś wyrostki unkusa położone blisko siebie, u nasady węższe niż w przypadku kraśnika sześcioplamka, stopniowo i stożkowato zwężające się ku zaokrąglonym szczytom. Edeagus ma płytkę brzuszną (lamina ventralis) pokrytą dachówkowato zachodzącymi na siebie kolcami. Z kolei wezyka (rurka prąciowa) zaopatrzona jest w krótki cierń oraz zaokrągloną płytkę z trójkątnymi kolcami. Genitalia samicy cechują się znamieniem torebki kopulacyjnej zbudowanym z drobnych, słabo zesklerotyzowanych, wielobocznych, płytkowatych kolców, rozmieszczonych na planie okrągłej plamy. Przewód torebki kopulacyjnej jest stosunkowo wąski, miejscami słabo zesklerotyzowany, średnicą dorównujący tarczce lub przekraczający jej średnicę.
Gąsienice mają krępe ciało. Ubarwione są seledynowo z szeregami drobnych, czarnych i żółtych plamek oraz białawymi smugami wzdłuż grzbietu. Porośnięte są rzadkim, jasno ubarwionym owłosieniem.

## Ekologia i występowanie
Owad ten zamieszkuje siedliska o różnym stopniu wilgotności, od suchych muraw kserotermicznych po wilgotne łąki i śródleśne polany. Owady dorosłe aktywne są od czerwca do sierpnia. Latają w dzień, zwłaszcza przy słonecznej pogodzie. Odżywiają się nektarem kwiatów.
Gąsienice są fitofagami żerującymi na groszku żółtym, komonicy zwyczajnej, sparcecie siewnej, wyce ptasiej i różnych gatunkach koniczyn. Aktywne są głównie nocą; w ciągu dnia żerują tylko gdy jest pochmurno. Są one stadium zimującym. Spotyka się je od sierpnia do końca maja. Wyrośnięta gąsienica konstruuje na roślinie żółtawy kokon, w którym następuje przepoczwarczenie.
Gatunek palearktyczny. W Europie znany jest z Hiszpanii, Andory, Wielkiej Brytanii, Francji, Belgii, Luksemburgu, Holandii, Niemiec, Szwajcarii, Liechtensteinu, Austrii, Włoch, Danii, Szwecji, Norwegii, Estonii, Łotwy, Litwy, Polski, Czech, Słowacji, Węgier, Białorusi, Ukrainy, Rumunii, Mołdawii, Bułgarii, Słowenii, Chorwacji, Bośni i Hercegowiny, Serbii, Czarnogóry, Albanii, Macedonii Północnej, Grecji oraz europejskich części Rosji i Turcji. Dalej na wschód występuje na Syberii i w Azji Środkowej. W Polsce występuje lokalnie na stanowiskach rozproszonych po całym kraju.